# Delegato residente di Porto Rico
Il delegato residente di Porto Rico (in inglese Resident Commissioner of Puerto Rico, in spagnolo Comisionado Residente de Puerto Rico) è un membro senza diritto di voto della Camera dei rappresentanti degli Stati Uniti, eletto ogni quattro anni dagli elettori dello territorio organizzato di Porto Rico.
Dal 3 gennaio 2025 il delegato in carica è Pablo Hernández Rivera.

## Elenco dei delegati residenti
| Mandato     | Nome                     | Partito politico di Porto Rico | Partito politico degli Stati Uniti              |
| ----------- | ------------------------ | ------------------------------ | ----------------------------------------------- |
| 1901 - 1905 | Federico Degetau         |                                | Repubblicano                                    |
| 1905 - 1911 | Tulio Larrinaga          | unionista                      |                                                 |
| 1911 - 1916 | Luis Muñoz Rivera        | unionista                      |                                                 |
| 1917 - 1932 | Felix Cordova Davila     | unionista                      |                                                 |
| 1932 - 1933 | José Lorenzo Pesquera    | indipendente                   |                                                 |
| 1933 - 1939 | Santiago Iglesias Pantín | coalizione                     |                                                 |
| 1939 - 1945 | Bolívar Pagán            | coalizione                     |                                                 |
| 1945 - 1946 | Jesús Piñero             | PPD                            |                                                 |
| 1946 - 1965 | Antonio Fernós Isern     | PPD                            |                                                 |
| 1965 - 1969 | Santiago Polanco Abreu   | PPD                            |                                                 |
| 1969 - 1973 | Jorge Luis Córdova Díaz  | PNP                            | Repubblicano                                    |
| 1973 - 1977 | Jaime Benitez            | PPD                            | Democratico                                     |
| 1977 - 1985 | Baltasar Corrada del Río | PNP                            | Repubblicano e Democratico (in diversi periodi) |
| 1985 - 1992 | Jaime Fuster             | PPD                            | Democratico                                     |
| 1992 - 1993 | Antonio Colorado         | PPD                            | Democratico                                     |
| 1993 - 2001 | Carlos Romero Barceló    | PNP                            | Democratico                                     |
| 2001 - 2005 | Aníbal Acevedo Vilá      | PPD                            | Democratico                                     |
| 2005 - 2009 | Luis Fortuño             | PNP                            | Repubblicano                                    |
| 2009 - 2017 | Pedro Pierluisi          | PNP                            | Democratico                                     |
| 2017 - 2025 | Jenniffer González       | PNP                            | Repubblicano                                    |
| 2025 -      | Pablo Hernández Rivera   | PDP                            |                                                 |